# Coinchon (jeu)
Le coinchon est un jeu traditionnel savoyard (un genre de pétanque savoyarde) qui ne se pratiquait que le dimanche ou le lundi de Pâques et qui permettait aux habitants du village de se retrouver après les hivers rigoureux. La pratique ne s'en est jamais perdue à Esserts-Blay (près d'Albertville), par exemple, et le jeu est également remis au goût du jour à Morzine, entre autres, depuis maintenant plusieurs années,.
Le terme coinchon semble venir de cornichon.